# أرمين غانتس
أرمين غانتس (بالإنجليزية: Armin Ganz)‏ هو مصمم الإنتاج أمريكي، ولد في 26 مارس 1948 في نوكسفيل في الولايات المتحدة، وتوفي في 9 أكتوبر 1995 في ساوساليتو في الولايات المتحدة.

## وصلات خارجية
- أرمين غانتس على موقع IMDb (الإنجليزية)
- أرمين غانتس على موقع ألو سيني (الفرنسية)
- أرمين غانتس على موقع أول موفي (الإنجليزية)
- أرمين غانتس على موقع قاعدة بيانات الأفلام السويدية (السويدية)
- أرمين غانتس على موقع قاعدة بيانات الفيلم (الإنجليزية)
- أرمين غانتس على موقع كينوبويسك (الروسية)